# Тшиляткув-Дужи
Тшиляткув-Дужи (пол. Trzylatków Duży) — село в Польщі, у гміні Блендув Груєцького повіту Мазовецького воєводства.
Населення — 319 осіб (2011).
У 1975-1998 роках село належало до Радомського воєводства.

## Демографія
Демографічна структура станом на 31 березня 2011 року:
|          | Загалом | Допрацездатний вік | Працездатний вік | Постпрацездатний вік |
| -------- | ------- | ------------------ | ---------------- | -------------------- |
| Чоловіки | 167     | 37                 | 110              | 20                   |
| Жінки    | 152     | 22                 | 90               | 40                   |
| Разом    | 319     | 59                 | 200              | 60                   |